# Antepipona aequinoxialis
Antepipona aequinoxialis är en stekelart som beskrevs av Henri Saussure 1854. Antepipona aequinoxialis ingår i släktet Antepipona och familjen Eumenidae. Inga underarter finns listade i Catalogue of Life.